# Мартин Флаинес
Мартин Флаинес (исп. Martín Flaínez; умер в мае 1108) — «один из самых могущественных и выдающихся представителей» леонской аристократии во время правления Альфонсо VI (1065—1109), с которым почти точно совпадала продолжительность его общественной жизни. С 1090 года и до своей смерти он был постоянной фигурой при королевском дворе и даже пользовался титулом gracia Dei comite, «граф по милости Божией».

## Биография
Сын Флаина Фернандеса, сына графа Фернандо Флаинеса, и его второй жены Тоды Фернандес. Первое документальное упоминание о Мартине датируется 28 мая 1065 года, когда он участвовал в пожертвовании Леонскому собору. Его брат Фернандо, королевский альферес, поссорился с королем в 1077 году и был изгнан из двора. Мартину выпало восстановить состояние семьи.
До 13 ноября 1084 года Мартин женился на Санче Фернандес, когда пара впервые появляется рядом друг с другом в документе. Санча была дочерью Тегридии Гутьеррес, дочери Гутье Альфонсо. Она дала ему четырех сыновей, которые все погибли в бою: Гомес, Осорио, Педро и Родриго. У пары также была дочь, названная в честь её бабушки по материнской линии, Тегридия. Сохранилось интересное описание усадьбы, купленной Мартином и его женой где-то до 1085 года. В ней была кухня, пруд, соломенный чердак и гумно. В мае 1085 года они даровали его Ариасу Нуньесу за его верную службу.
В двух отдельных случаях до 1090 года — в октябре 1075 года и декабре 1080 года, в частности, — Мартину давали титул comes (граф), высший в королевстве, но он не использовал этот титул последовательно до лета 1090 года. Только тогда начинается его политическая карьера. В то время он был владельцем Агилара, которым он продолжал управлять от имени короны до своей смерти, хотя последний раз он упоминается там 16 января 1108 года. Между 1 февраля 1091 и 7 февраля 1092 года он получил в аренду замок Симанкас, который ранее принадлежал Педро Альфонсо. В то же время (февраль 1092 года) он появляется в качестве арендатора в Кабесоне. С апреля 1101 года по июнь 1107 года он был арендатором в Сан-Хулиане, и есть краткие упоминания о его аренде в других местах: Сеон в июне 1104 года, Пеньямьян в мае 1105 году и Леон в декабре 1106 года.
Известные церковные пожертвования Мартина ограничены. Он сделал дар бенедиктинским монастырям Саагуна в марте 1091 года, а также регулярному духовенству Вальядолида в феврале 1092 года. Он не всегда был в хороших отношениях с Саагуном: в 1091 году ему пришлось защищать поселенцев Вильявисенсио в их спор с Саагуном. В неизвестную дату, когда его сын Родриго был маленьким, он пожертвовал луг, немного денег и свечи бенедиктинскому дому Санта-Эухения-де-Кордовилья, чьи монахи, как он утверждал, изгнали демона из его сына. 22 сентября 1102 года Мартин пожаловал землю в Тордильосе горожанам, чтобы они построили церковь.
Согласно Луке Туйскому, написавшему свой Chronicon mundi более ста лет спустя, Мартин стал жертвой битвы при Уклесе в мае 1108 года. В уставе монастыря Саагун от 17 ноября 1108 года Мартин упоминается как все еще живущий, хотя он может содержать ошибка в датировке. Нет других упоминаний о Мартине позднее 31 марта 1108 года. Нет никаких упоминаний о его старшем сыне Гомесе после мая 1107 года, и вполне вероятно, что он умер в том же бою, что и его отец. Он был похоронен в Саагуне.